# Mihnea-Claudiu Drumea
Mihnea-Claudiu Drumea (n. 4 ianuarie 1977) este un profesor universitar și politician român care a ocupat funcția de secretar general al Guvernului, cu rang de ministru, în cabinetul lui Marcel Ciolacu. A fost înlocuit de Daniel Constantin pe 17 ianuarie 2025, cel din urmă fiind susținut de liderul PNL, Ilie Bolojan.

## Carieră
Acesta a ocupat funcția de secretar de stat în Ministerul Muncii și Solidarității Sociale și consilier de stat în cadrul Cancelariei Prim-Ministrului.